# Discografia di Paola & Chiara
Questa voce elenca l'intera discografia di Paola & Chiara. Il duo ha pubblicato 11 album, di cui 8 in studio e tre raccolte ufficiali; ha inoltre all'attivo 38 singoli, di cui 31 ufficiali e 7 singoli promozionali per le radio, 7 EP, 26 videoclip e una raccolta in DVD.
Le cantanti durante la loro carriera hanno inciso in lingua italiana, inglese, spagnola, portoghese, cinese, francese ed ebraica. Gli album Ci chiamano bambine e Television (disco di platino) per le vendite, sono stati ristampati in versione "Repack", quest'ultimo pubblicato anche nelle versioni "International" e "Spanish" per i mercati ispanici. Anche Festival esce in versione "Spanish", mentre Win the Game è l'ultimo album ad aver avuto una versione "International".
Il singolo Vamos a bailar (Esta vida nueva), con cui vincono nel 2000 il Festivalbar e Un disco per l'estate, è stato eletto nel 2009 tormentone estivo degli ultimi 20 anni dai lettori di Tv Sorrisi e Canzoni.
Nel 2012 il The Guardian ha inserito il loro singolo Non puoi dire di no tra le dieci migliori canzoni italiane pop dance degli ultimi 50 anni.

## Album

### Album in studio
| 1997                                                                          | Ci chiamano bambine - Pubblicato: 2 febbraio 1997 - Etichetta: Columbia Records - Formato: CD, LP, MC, streaming, download digitale  | 28 | —  | - ITA: Platino |
| 1998                                                                          | Giornata storica - Pubblicato: 19 ottobre 1998 - Etichetta: Columbia Records - Formato: CD, LP, MC, streaming, download digitale     | —  | —  |                |
| 2000                                                                          | Television - Pubblicato: 21 aprile 2000 - Etichetta: Columbia Records - Formato: CD, LP, MC, streaming, download digitale            | 23 | 32 | - ITA: Platino |
| 2002                                                                          | Festival - Pubblicato: 28 giugno 2002 - Etichetta: Columbia Records - Formato: CD, LP, MC, streaming, download digitale              | 13 | 50 | - ITA: Oro     |
| 2004                                                                          | Blu - Pubblicato: 14 maggio 2004 - Etichetta: Columbia Records - Formato: CD, LP, streaming, download digitale                       | 27 | 56 |                |
| 2007                                                                          | Win the Game - Pubblicato: 16 novembre 2007 - Etichetta: Trepertre, Universal Records - Formato: CD, streaming, download digitale    | 40 | —  |                |
| 2010                                                                          | Milleluci - Pubblicato: 9 novembre 2010 - Etichetta: Trepertre, Carosello - Formato: CD, streaming, download digitale                | 19 | —  |                |
| 2013                                                                          | Giungla - Pubblicato: 11 giugno 2013 - Etichetta: Trepertre, Self, Pirames International - Formato: CD, download digitale, streaming | 13 | —  |                |
| "—" indica una pubblicazione non classificata o non pubblicata in quel paese. | |    |    |                |

### Raccolte
| Anno                                                                          | Titolo | Classifiche | Certificazioni |
| Anno                                                                          | Titolo | ITA         | Certificazioni |
| ----------------------------------------------------------------------------- | --- | ----------- | -------------- |
| 2005                                                                          | Greatest Hits - Pubblicato: 4 marzo 2005 - Etichetta: Columbia Records - Formato: CD, streaming, download digitale    | 25          |                |
| 2015                                                                          | The Story - Pubblicato: 28 luglio 2015 - Etichetta: Smilax Records - Formato: CD                                      | —           |                |
| 2023                                                                          | Per sempre - Pubblicato: 12 maggio 2023 - Etichetta: Columbia Records - Formato: CD, LP, download digitale, streaming | 3           | - ITA: Oro     |
| "—" indica una pubblicazione non classificata o non pubblicata in quel paese. | |             |                |

### Ristampe
- 1998 – Ci chiamano bambine Repack
- 2001 – Television 2001

### Album internazionali
- 2000 – Television (International)
- 2000 – Television (Spanish)
- 2007 – Win the Game (International)
- 2024 – Festival (Spanish)

## Extended play
- 2005 – Fatalità
- 2005 – A modo mio
- 2007 – Second Life
- 2009 – Emozioni
- 2010 – Pioggia d'estate
- 2013 – Divertiamoci (perché c'è feeling)
- 2023 – Furore Pack

## Singoli

### Come artiste principali
| 1997                                                                          | Amici come prima                                 | —  | —  | —  | —  | —  | —  | —  | —  | —   |                    | Ci chiamano bambine |
| 1997                                                                          | Amore mio                                        | —  | —  | —  | —  | —  | —  | —  | —  | —   |                    | Ci chiamano bambine |
| 1997                                                                          | Ti vada o no                                     | —  | —  | —  | —  | —  | —  | —  | —  | —   |                    | Ci chiamano bambine |
| 1998                                                                          | Per te                                           | —  | —  | —  | —  | —  | —  | —  | —  | —   |                    | Ci chiamano bambine |
| 1998                                                                          | Colpo di fulmine                                 | —  | —  | —  | —  | —  | —  | —  | —  | —   |                    | Giornata storica    |
| 1998                                                                          | Non puoi dire di no                              | —  | —  | —  | —  | —  | —  | —  | —  | —   |                    | Giornata storica    |
| 1998                                                                          | Nina                                             | —  | —  | —  | —  | —  | —  | —  | —  | —   |                    | Giornata storica    |
| 2000                                                                          | Vamos a bailar (Esta vida nueva)                 | 1  | 60 | 29 | 95 | 18 | —  | 11 | 32 | 13  | - ITA: Platino (3) | Television          |
| 2000                                                                          | Amoremidai                                       | 22 | —  | —  | —  | —  | —  | —  | —  | 69  |                    | Television          |
| 2000                                                                          | Viva el amor!                                    | 8  | —  | 74 | —  | —  | —  | —  | —  | 63  |                    | Television          |
| 2001                                                                          | Fino alla fine                                   | 22 | —  | —  | —  | —  | —  | —  | —  | 100 |                    | Television          |
| 2002                                                                          | Festival                                         | 6  | —  | —  | —  | —  | —  | 20 | —  | 91  |                    | Festival            |
| 2002                                                                          | Hey!                                             | 21 | —  | —  | —  | —  | 82 | —  | —  | —   |                    | Festival            |
| 2003                                                                          | Kamasutra                                        | 19 | —  | —  | —  | —  | —  | —  | —  | —   |                    | Festival            |
| 2004                                                                          | Blu                                              | 18 | —  | —  | —  | —  | —  | —  | —  | —   |                    | Blu                 |
| 2005                                                                          | A modo mio                                       | 10 | —  | —  | —  | —  | —  | —  | —  | —   |                    | Greatest Hits       |
| 2005                                                                          | Fatalità                                         | 29 | —  | —  | —  | —  | —  | —  | —  | —   |                    | Greatest Hits       |
| 2007                                                                          | Second Life                                      | 4  | —  | —  | —  | —  | —  | —  | —  | —   |                    | Win the Game        |
| 2007                                                                          | Cambiare pagina                                  | 7  | —  | —  | —  | —  | —  | —  | —  | —   |                    | Win the Game        |
| 2008                                                                          | Vanity & Pride                                   | —  | —  | —  | —  | —  | —  | —  | —  | —   |                    | Win the Game        |
| 2009                                                                          | Emozioni                                         | —  | —  | —  | —  | —  | —  | —  | —  | —   |                    | /                   |
| 2010                                                                          | Pioggia d'estate                                 | 26 | —  | —  | —  | —  | —  | —  | —  | —   |                    | Milleluci           |
| 2010                                                                          | Milleluci                                        | 35 | —  | —  | —  | —  | —  | —  | —  | —   |                    | Milleluci           |
| 2013                                                                          | Divertiamoci (perché c'è feeling)                | 40 | —  | —  | —  | —  | —  | —  | —  | —   |                    | Giungla             |
| 2023                                                                          | Furore                                           | 12 | —  | —  | —  | —  | —  | —  | —  | —   | - ITA: Platino     | Per sempre          |
| 2023                                                                          | Mare caos                                        | 70 | —  | —  | —  | —  | —  | —  | —  | —   | - ITA: Oro         | Per sempre          |
| 2023                                                                          | Vamos a bailar (con Tiziano Ferro e Gabry Ponte) | —  | —  | —  | —  | —  | —  | —  | —  | —   |                    | Per sempre          |
| 2023                                                                          | Solo mai                                         | —  | —  | —  | —  | —  | —  | —  | —  | —   |                    | /                   |
| 2024                                                                          | Festa totale                                     | —  | —  | —  | —  | —  | —  | —  | —  | —   |                    | /                   |
| 2024                                                                          | Il linguaggio del corpo (con BigMama)            | —  | —  | —  | —  | —  | —  | —  | —  | —   |                    | /                   |
| "—" indica una pubblicazione non classificata o non pubblicata in quel paese. |                                                  |    |    |    |    |    |    |    |    |     |                    |                     |

### Come artiste ospiti
| 2023                                                                          | Lambada Boomdabash feat. Paola & Chiara                                          | 23 | - ITA: Platino | Venduti      |
| 2024                                                                          | C'era un ragazzo che come me Gianni Morandi feat. (tra gli altri) Paola & Chiara | —  |                | L'attrazione |
| "—" indica una pubblicazione non classificata o non pubblicata in quel paese. |                                                                                  |    |                |              |

### Singoli promozionali radiofonici
| Anno | Titolo                          | Album di provenienza |
| ---- | ------------------------------- | -------------------- |
| 1996 | In viaggio                      | Ci chiamano bambine  |
| 1997 | Bella                           | Ci chiamano bambine  |
| 1997 | Ci chiamano bambine             | Ci chiamano bambine  |
| 2003 | Muoio per te                    | Festival             |
| 2004 | Amare di più                    | Blu                  |
| 2004 | Disco DJ                        | Blu                  |
| 2010 | Milleluci (Xmas Lights Version) | Milleluci            |

## Videografia

### Album video
| Anno | Titolo                                                                                         | Classifiche |
| Anno | Titolo                                                                                         | ITA         |
| ---- | ---------------------------------------------------------------------------------------------- | ----------- |
| 2005 | The Video Collection 1997-2005 - Pubblicato: 7 marzo 2005 - Etichetta: Columbia - Formato: DVD | 5           |

Con altri artisti
- 2010 – Amiche per l'Abruzzo - con altre artiste femminili della musica italiana (#1)
- 2012 – Inedito - con Syria nel DVD di Laura Pausini

### Video musicali
| Anno | Titolo                                              | Regista            |
| ---- | --------------------------------------------------- | ------------------ |
| 1997 | Ci chiamano bambine                                 | Stefano Moro       |
| 1997 | Ti vada o no                                        | N.D.               |
| 1998 | Per te                                              | Luca Merli         |
| 1998 | Non puoi dire di no                                 | Stefano Moro       |
| 2000 | Vamos a bailar (Esta vida nueva)                    | Luca Guadagnino    |
| 2000 | Vamos a bailar (Esta vida nueva) (seconda versione) | Stefano Moro       |
| 2000 | Amoremidai                                          | Alberto Colombo    |
| 2001 | Viva el amor!                                       | Alberto Colombo    |
| 2001 | Fino alla fine                                      | Riccardo Paoletti  |
| 2002 | Festival                                            | Alberto Colombo    |
| 2002 | Hey!                                                | Luca Tommassini    |
| 2003 | Kamasutra                                           | Tommaso Pellicci   |
| 2004 | Blu                                                 | Tommaso Pellicci   |
| 2005 | A modo mio                                          | Kal Karman         |
| 2005 | Fatalità                                            | Tommaso Pellicci   |
| 2007 | Second Life                                         | Rodolfo Crisafulli |
| 2007 | Cambiare pagina                                     | Einar Snorri       |
| 2008 | Vanity & Pride                                      | Simone Falcetta    |
| 2010 | Pioggia d'estate                                    | Gaetano Morbioli   |
| 2010 | Milleluci                                           | Cosimo Alemà       |
| 2023 | Furore                                              | Paolo Santambrogio |
| 2023 | Mare caos                                           | Paolo Santambrogio |
| 2023 | Lambada (con i Boomdabash)                          | Fabrizio Conte     |
| 2023 | Solo mai                                            | Paolo Santambrogio |
| 2024 | Festa totale                                        | Paolo Santambrogio |
| 2024 | Il linguaggio del corpo (feat. BigMama)             | Paolo Santambrogio |

Videografia internazionale
- 2000 – Vamos a bailar (Spanish)
- 2000 – Vamos a bailar (English)
- 2000 – You Give Me Love (Amoremidai)
- 2001 – Viva! (Spanish)
- 2001 – Viva el amor! (English)
- 2002 – Noche magica (Festival)
- 2002 – Heart Beatin' (Festival)
- 2007 – Second Life (Ricky Montanari Rmx)
- 2007 – I'll Be Over You (Turn the Page)
- 2010 – Lluvia en verano